# Jednogodišnji suncokret
Jednogodišnji suncokret (džirasol, sunčanica, suncogled, Helianthus annuus), vrsta biljke iz roda suncokreta čije botaničko ime Helianthus potječe od grčkih riječi helios (sunce) i anthos (cvijet) je jednogodišnja zeljasta biljka iz porodice glavočika.

## Opis biljke
Korijen je čupav i vlaknast, koji u tvori mnoštvo prostranih korjenčića, a može prodrijeti u dubinu do 3 m. Zbog dubokog korijenja i sposobnosti da upije vodu i štetne tvari, suncokret se često koristi za isušivanje močvarnog tla i čišćenje zagađenog tla (otpadnih voda, olova, radioaktivnih tvari). 
Stabljika izrasta iz korijena kao razgranata ili jednostavna, svijetlozelena, ispunjena prozirnom srčikom.
Suncokret cvate od lipnja do rujna, a veliki glavičasti cvatovi razvijaju se pojedinačno na vrhovima stabljike i ogranaka. Središte glavice čine sitni žutosmeđi ili crvenosmeđi cjevasti cvjetovi, a okružuju ih žute jezičaste latice, duge i do 10 cm.
Iz središnjih cvjetova suncokreta razvijaju se ovalni i plosnati, crni ili prošarani plodovi. Unutar svakog ploda nalazi se po jedna svjetlosiva sjemenka, bogata biljnim mastima, vitaminima, bjelančevinama, mineralima, balastnim tvarima.

## Porijeklo
Suncokret je cvijet porijeklom iz Sjeverne Amerike.

## Rasprostranjenost
U Njemačkoj se suncokret najviše počeo uzgajati tijekom 2. svjetskog rata, a do 1970. godine bio je iza soje druga glavna sirovina za hranu i ulje.
Danas se suncokret uzgaja po cijelom svijetu, najviše u Rusiji, Francuskoj i južnoj Europi, kao stočna hrana, za proizvodnju biljnog ulja, ali i kao ukrasna biljka.

## Ljekoviti dijelovi
Latice suncokreta u narodnoj se medicini priprema čaj i tinktura, imaju gorkast i sluzav okus i blago mirišu na med, a sadrže antocijanske glikozide, ksantofil, kolin, betain, karotenoide, fitosterine, sapogenine, suncokretovu kiselinu.
Sjemenke suncokreta imaju veliku hranjivu vrijednost i izuzetno su bogate uljem. Sjemenke suncokreta sadrže 30 – 50 % ulja, već 25 grama sjemenki zadovoljava dnevne potrebe organizma za vitaminom E. Osim sirovih sjemenki upotrebljavaju se pripravci od osušenih i prženih sjemenki.
U kulinarstvu ima također značajnu ulogu, a sjemenke su bogate bjelančevinama gotovo jednako kao i odrezak mesa. Od sjemenki se pripremaju i razni namazi s tofuom ili nekim povrćem.